# Župnija Žalec
Župnija Žalec je rimskokatoliška teritorialna župnija Dekanije Žalec Škofije Celje.
Do 7. aprila 2006, ko je bila ustanovljena Škofija Celje, je bila župnija del celjskega naddekanata Škofije Maribor.